# 25 km von Berlin
Die 25 km von Berlin (offizieller Name seit 2017 S 25 Berlin) sind ein seit 1981 jährlich Anfang Mai ausgetragener Volks- und Straßenlauf in Berlin.

## Beschreibung
Die Strecke startet auf dem Olympischen Platz, führt in Form einer Acht über die Straße des 17. Juni an der Siegessäule vorbei durchs Brandenburger Tor und über den Potsdamer Platz, den Kurfürstendamm, Kantstraße und die Reichsstraße zurück zum Olympiastadion, in dem sich das Ziel befindet.
Der Lauf wurde ursprünglich von den französischen Besatzern West-Berlins organisiert und wird deshalb noch heute umgangssprachlich als Franzosenlauf bezeichnet. Da der Berlin-Marathon erst im Herbst 1981 in die Innenstadt verlegt wurde, waren die 25 km de Berlin der erste City-Lauf in Berlin.
Seit 1991 wurde der Lauf vom Berliner Leichtathletik-Verband (BLV) weitergeführt, der die Verantwortung im Jahr 2007 an Gerhard Janetzky (geschäftsführender Gesellschafter des ISTAF) und Christoph Kopp (ehemaliger BLV-Präsident) weitergab.
Im Laufe der Jahre wurde, je nach Hauptsponsor, immer wieder der Name geändert. Unter anderem firmierte die Veranstaltung bis 2017 als BIG 25 Berlin, von Ende 2007 bis 2008 BERLIN LÄUFT… 25 km, zuvor Run Berlin. Durch den Einstieg der Berliner Sparkasse ist die offizielle Bezeichnung seit September 2017 S 25 Berlin.

## Statistiken

### Streckenrekorde
- Männer: 1:11:18 h, Dennis Kipruto Kimetto (KEN), 2012 (Weltrekord)
- Frauen: 1:19:53 h, Mary Jepkosgei Keitany (KEN), 2010 (Weltrekord)

### Siegerliste
Quellen: Website des Veranstalters, ARRS, AIMS
| Datum         | Männer                          | Nation                 | Zeit    | Frauen                         | Nation      | Zeit    |
| ------------- | ------------------------------- | ---------------------- | ------- | ------------------------------ | ----------- | ------- |
| 5. Mai 2024   | Vincent Kimutai Towett          | Kenia                  | 1:15:23 | Morine Gesare Michira -2-      | Kenia       | 1:30:24 |
| 14. Mai 2023  | Castor Omwena Mogeni            | Kenia                  | 1:17:23 | Morine Gesare Michira          | Kenia       | 1:28:29 |
| 15. Mai 2022  | Vincent Kiprotich               | Kenia                  | 1:17:23 | Mariia Mazurenko               | Ukraine     | 1:28:30 |
| 10. Okt. 2021 | Thijs Nijhuis                   | Dänemark               | 1:17:12 | Liliana Dragomir               | Rumänien    | 1:30:53 |
| 12. Mai 2019  | Samalya Schäfer                 | Deutschland            | 1:25:46 | Malin Pfäffle                  | Deutschland | 1:41:29 |
| 6. Mai 2018   | Jonas Koller                    | Deutschland            | 1:19:28 | Alexandra Rechel               | Deutschland | 1:44:00 |
| 14. Mai 2017  | Mustapha El Ouartassy           | Marokko                | 1:23:12 | Lonah Chemtai Salpeter         | Israel      | 1:28:46 |
| 15. Mai 2016  | Benard Kiplangat Bett           | Kenia                  | 1:15:51 | Viola Jelagat Kibiwot          | Kenia       | 1:26:00 |
| 10. Mai 2015  | Abraham Naibei Cheroben -2-     | Kenia                  | 1:12:31 | Sutume Asefa Kebede            | Äthiopien   | 1:21:55 |
| 4. Mai 2014   | Abraham Naibei Cheroben         | Kenia                  | 1:11:47 | Janet Jelagat Rono             | Kenia       | 1:24:37 |
| 5. Mai 2013   | Richard Kiprotich Sigei         | Kenia                  | 1:13:34 | Lucy Wangui Kabuu              | Kenia       | 1:21:37 |
| 6. Mai 2012   | Dennis Kipruto Kimetto          | Kenia                  | 1:11:18 | Caroline Jepchirchir Chepkwony | Kenia       | 1:22:56 |
| 8. Mai 2011   | Mathew Kipkoech Kisorio         | Kenia                  | 1:12:13 | Flomena Chepchirchir -2-       | Kenia       | 1:23:22 |
| 9. Mai 2010   | Samuel Kiplimo Kosgei           | Kenia                  | 1:11:50 | Mary Jepkosgei Keitany         | Kenia       | 1:19:53 |
| 10. Mai 2009  | Matthew Koech                   | Kenia                  | 1:13:22 | Peninah Jerop Arusei -3-       | Kenia       | 1:22:31 |
| 4. Mai 2008   | Samuel Karuku                   | Kenia                  | 1:13:50 | Peninah Jerop Arusei -2-       | Kenia       | 1:24:10 |
| 6. Mai 2007   | Patrick Makau Musyoki -2-       | Kenia                  | 1:14:22 | Flomena Chepchirchir           | Kenia       | 1:25:38 |
| 7. Mai 2006   | Patrick Makau Musyoki           | Kenia                  | 1:14:08 | Peninah Jerop Arusei           | Kenia       | 1:26:25 |
| 8. Mai 2005   | Luke Kibet Bowen                | Kenia                  | 1:13:51 | Rose Cheruiyot                 | Kenia       | 1:24:46 |
| 9. Mai 2004   | Paul Malakwen Kosgei            | Kenia                  | 1:12:45 | Christine Chepkonga            | Kenia       | 1:25:34 |
| 4. Mai 2003   | Jason Mbote                     | Kenia                  | 1:15:07 | Caroline Chepkorir Kwambai     | Kenia       | 1:24:50 |
| 5. Mai 2002   | Rodgers Rop -2-                 | Kenia                  | 1:15:48 | Magdaline Jepkorir Chemjor -2- | Kenia       | 1:26:15 |
| 6. Mai 2001   | Rodgers Rop                     | Kenia                  | 1:13:44 | Magdaline Jepkorir Chemjor     | Kenia       | 1:25:11 |
| 30. Apr. 2000 | Róbert Štefko                   | Slowakei               | 1:15:31 | Madina Biktagirowa             | Russland    | 1:26:01 |
| 2. Mai 1999   | Samson Kandie                   | Kenia                  | 1:15:40 | Susan Chepkemei                | Kenia       | 1:24:29 |
| 3. Mai 1998   | Isaac Chemobwo                  | Kenia                  | 1:14:16 | Lornah Kiplagat -2-            | Kenia       | 1:26:15 |
| 4. Mai 1997   | Kenneth Cheruiyot               | Kenia                  | 1:13:58 | Lornah Kiplagat                | Kenia       | 1:24:39 |
| 5. Mai 1996   | William Musyoki                 | Kenia                  | 1:15:32 | Nadeschda Iljina               | Russland    | 1:28:25 |
| 7. Mai 1995   | Elijah Lagat                    | Kenia                  | 1:16:16 | Alena Peterková -2-            | Tschechien  | 1:25:51 |
| 8. Mai 1994   | Tendai Chimusasa -2-            | Simbabwe               | 1:14:45 | Alena Peterková                | Tschechien  | 1:25:46 |
| 2. Mai 1993   | Tendai Chimusasa                | Simbabwe               | 1:14:25 | Ljudmila Matwejewa             | Russland    | 1:29:04 |
| 3. Mai 1992   | Rainer Wachenbrunner            | Deutschland            | 1:15:21 | Kathrin Ullrich -2-            | Deutschland | 1:24:41 |
| 5. Mai 1991   | Ivan Uvízl                      | Tschechoslowakei       | 1:15:28 | Kathrin Ullrich                | Deutschland | 1:26:48 |
| 6. Mai 1990   | Alfredo Shahanga                | Tansania               | 1:15:09 | Márcia Narloch                 | Brasilien   | 1:27:20 |
| 7. Mai 1989   | David Clarke                    | Vereinigtes Königreich | 1:15:07 | Rosa Mota                      | Portugal    | 1:25:46 |
| 8. Mai 1988   | Bertrand Itsweire               | Frankreich             | 1:16:11 | Ľudmila Melicherová            | Tschechien  | 1:27:00 |
| 3. Mai 1987   | Markus Ryffel                   | Schweiz                | 1:15:04 | Kerstin Preßler -2-            | Deutschland | 1:26:18 |
| 27. Apr. 1986 | Ralf Salzmann & Herbert Steffny | Deutschland            | 1:14:33 | Kerstin Preßler                | Deutschland | 1:26:22 |
| 5. Mai 1985   | Dominique Chauvelier            | Frankreich             | 1:16:30 | Christa Vahlensieck -2-        | Deutschland | 1:26:44 |
| 29. Apr. 1984 | Pierre Lévisse                  | Frankreich             | 1:15:11 | Joëlle De Brouwer              | Frankreich  | 1:24:06 |
| 24. Apr. 1983 | Ahmet Altun                     | Türkei                 | 1:16:23 | Christa Vahlensieck            | Deutschland | 1:27:58 |
| 2. Mai 1982   | Radhouane Bouster               | Frankreich             | 1:15:48 | Patricia Deneuville            | Frankreich  | 1:31:57 |
| 3. Mai 1981   | Mehmet Yurdadön & Mehmet Terzi  | Türkei                 | 1:16:59 | Joëlle Audibert                | Frankreich  | 1:36:35 |

### Entwicklung der Finisherzahlen
| Jahr | ges.  | 25 km | davon Frauen | 21,1 km | davon Frauen | 10 km | davon Frauen |
| ---- | ----- | ----- | ------------ | ------- | ------------ | ----- | ------------ |
| 2014 | 7.709 | 3.834 | 931          | 1.166   | 430          | 2.709 | 1.271        |
| 2013 | 7.017 | 3.686 | 843          | 1.027   | 344          | 2.304 | 1.059        |
| 2012 | 6.461 | 3.448 | 782          | 904     | 295          | 2.109 | 961          |
| 2011 | 6.238 | 4.054 | 973          |         |              | 2.184 | 967          |
| 2010 | 6.076 | 4.176 | 958          |         |              | 1.900 | 845          |
| 2009 | 6.290 | 4.139 | 892          |         |              | 2.151 | 918          |
| 2008 | 5.124 | 4.120 | 987          |         |              | 1.004 | 466          |

## Inlineskating-Wettbewerb
Die Disziplin Inlineskating wurde 2000 erstmals Teil der 25 km von Berlin. Am 30. April wurden, 15 Minuten vor dem Hauptlauf, die Inlineskater auf eine Halbmarathon-Strecke mit Start und Ziel auf dem Olympischen Platz gestartet.
Trotz der in den ersten Jahren dreistelligen Teilnehmerzuwächse waren die Zahlen ab 2004 rückläufig. Zurückzuführen war dies auf organisatorische Probleme mit den nötigen Voraussetzungen dieser Sportart. Der Start konnte durch mangelnde Bodenbeschaffenheit nicht auf dem Olympischen Platz gestartet werden und musste separat stattfinden. Der Zieleinlauf in das Olympiastadion war für Skater nicht möglich und musste außerhalb des Stadions erfolgen.
Diese beiden Kostenfaktoren sowie die nicht konsequent durchgeführte Vermessung der Skater-Strecke, ließ den Lauf für Skater immer unattraktiver werden. In seiner Spitzenzeit 2003 stellten die Skater mit über 1400 Meldungen für die „25 km von Berlin“ etwas mehr als 20 Prozent der Teilnehmer. In der Folge ließen immer mehr Inline-Speedskater von Berlin ab und es gipfelte 2007 mit einem Negativrekord von unter 600 Teilnehmern (Der Hauptlauf verbuchte im selben Jahr einen enormen Teilnehmerrückgang).
2008 übernahm die ISTAF die Organisation und strich das Inlineskating gänzlich aus dem Programm. Die Aussage man wolle den Abwärtstrend stoppen war insofern unverständlich, da auf einen Schlag ein nicht zu verachtender Teil an Sportlern wegfiel.

### Siegerliste
| Jahr | Siegerin         | Nation      | Zeit  | Sieger            | Nation      | Zeit  |
| ---- | ---------------- | ----------- | ----- | ----------------- | ----------- | ----- |
| 2007 | Lisa Kaluzni -2- | Deutschland | 45:05 | Victor Wilking    | Deutschland | 39:21 |
| 2006 | Lisa Kaluzni     | Deutschland | 45:32 | Enrico Würfel     | Deutschland | 39:09 |
| 2005 | Jana Gegner -2-  | Deutschland | 51:55 | Markus Pape -2-   | Deutschland | 44:49 |
| 2004 | Tina Strüver -3- | Deutschland | 55:05 | Markus Pape       | Deutschland | 48:02 |
| 2003 | Tina Strüver -2- | Deutschland | 48:41 | Thomas Langer -3- | Deutschland | 43:19 |
| 2002 | Tina Strüver     | Deutschland | 44:26 | Tommy Ulbrich     | Deutschland | 42:10 |
| 2001 | Jana Gegner      | Deutschland | 49:38 | Thomas Langer -2- | Deutschland | 45:54 |
| 2000 | Doreen Gohlke    | Deutschland | 40:32 | Thomas Langer     | Deutschland | 35:26 |